# Operación Kraai
La Operación Kraai (Operación Cuervo) fue una ofensiva militar holandesa contra la República de Indonesia de facto en diciembre de 1948, tras el fracaso de las negociaciones. Con la ventaja de la sorpresa, los holandeses lograron capturar la capital temporal de la República Indonesia, Yogyakarta, y aprehendieron a líderes indonesios como el presidente de facto Sukarno. Sin embargo, este aparente éxito militar fue seguido por la guerra de guerrillas, mientras que la violación del alto el fuego del Acuerdo de Renville aisló diplomáticamente a los holandeses. Esto llevó a la Conferencia de Mesa Redonda Holandés-Indonesia y al reconocimiento de los Estados Unidos de Indonesia.
Conocida por los holandeses como la segunda politionele actie, es más comúnmente conocida en los libros de historia y registros militares indonesios como Agresi Militer Belanda II (Segunda Agresión Militar Holandesa).

## Historia
La segunda Politionele actie o operación militar tenía como objetivo conquistar Jogjakarta, la entonces capital indonesia, y otras áreas controladas por la República de Indonesia, excepto Aceh. El propósito era disolver la República de Indonesia e instalar una entidad política más maleable que se uniera al estado federal propuesto por los Países Bajos, lo que permitiría a estos últimos conservar su control en Indonesia. En el armisticio anterior, el Acuerdo de Renville estipulaba la retirada de las fuerzas indonesias del territorio ocupado por los holandeses a cambio de poner fin al bloqueo naval holandés. El gobierno de las Indias Orientales Neerlandesas, NICA, acusó a los indonesios de violar el armisticio que se había firmado tras la Operación Product, una afirmación parcialmente correcta (ya que Indonesia dejó atrás algunos de los regulares del TNI y milicianos irregulares bajo su mando) y también parcialmente incorrecta, ya que involucra aspectos fuera del control de la República (que incluye: ~ 4000 irregulares de los grupos milicianos Hizbullah y Sabilillah en Java Occidental que se negaron al tratado, se quedaron y se escindieron en Darul Islam, tropas estudiantiles (Tentara Republik Indonesia Pelajar o TRIP) que aún necesitaban terminar sus estudios, campesinos y otros trabajadores milicianos que aún necesitaban trabajar en áreas ocupadas por los holandeses, y algunos grupos milicianos que no se unieron al mando del TNI hasta el Acuerdo de Renville). En consecuencia, Indonesia y observadores de terceros países señalaron que los holandeses no solo mantenían un bloqueo naval sino que también levantaron nuevos bloqueos terrestres en su lado de la Línea Van Mook, lo que no solo limitaba el movimiento de personas sino también de alimentos, ropa y medicinas; y los holandeses llevaron unilateralmente adelante su plan de crear estados étnicos (sin poder) en su territorio conquistado cuando Linggadjati establece que la creación de un nuevo estado federal debe ser acordada por holandeses e Indonesia. Los enfrentamientos menores continuaron detrás del lado holandés de la Línea de Estatuto Quo / Van Mook y se intensificaron cuando partes de la División Siliwangi comenzaron a infiltrarse de regreso después del incidente de Madiun. En noviembre-diciembre de 1948, los holandeses decidieron realizar un último impulso militar para aplastar a la República.
Para septiembre de 1948, el comando militar holandés había logrado descifrar el código secreto encriptado de la república, obteniendo información crucial sobre las estrategias y planes militares y diplomáticos indonesios. Esto permitió al General Simon Hendrik Spoor contrarrestar las acciones de la república en el campo de batalla y en el escenario diplomático. Los holandeses estaban tan seguros de esta ventaja que comenzaron a organizar una conferencia de prensa en Yakarta explicando sus acciones tres días antes de que se lanzara el ataque, que se celebraría cuando comenzara. Los holandeses también cronometraron su ataque para coordinarlo con los planes del Primer ministro de la India, Jawaharlal Nehru, de enviar un avión privado para llevar a Sukarno y Mohammad Hatta a Bukittinggi en Sumatra Occidental, donde encabezarían un gobierno de emergencia. Una delegación republicana liderada por Sukarno luego sería llevada a la ciudad de Nueva York, vía Nueva Delhi, para abogar por la causa de la república en la Asamblea General de las Naciones Unidas. A lo largo de la Revolución Nacional Indonesia, la recién independizada India había sido simpática a la causa de la república, que veían como una lucha contra el imperialismo occidental. Sin embargo, como los holandeses conocían ese plan, prohibieron que el avión aterrizara en Yakarta.
El 18 de diciembre, las emisiones de radio en Yakarta informaron que el Alto Comisionado holandés, Louis Beel, iba a dar un discurso importante al día siguiente. Esta noticia no llegó a Yogyakarta porque los holandeses cortaron la línea de comunicación. Mientras tanto, Spoor instruyó a comenzar un ataque sorpresa a gran escala contra la República. Cronometró el ataque antes de coincidir con los ejercicios militares del Tentara Nasional Indonesia el 19 de diciembre, dando a los movimientos holandeses un camuflaje temporal y permitiéndoles tomar al enemigo por sorpresa. El ataque también fue lanzado sin el conocimiento previo del Comité de Buenos Oficios de la ONU.

## Batalla

### Primera ofensiva

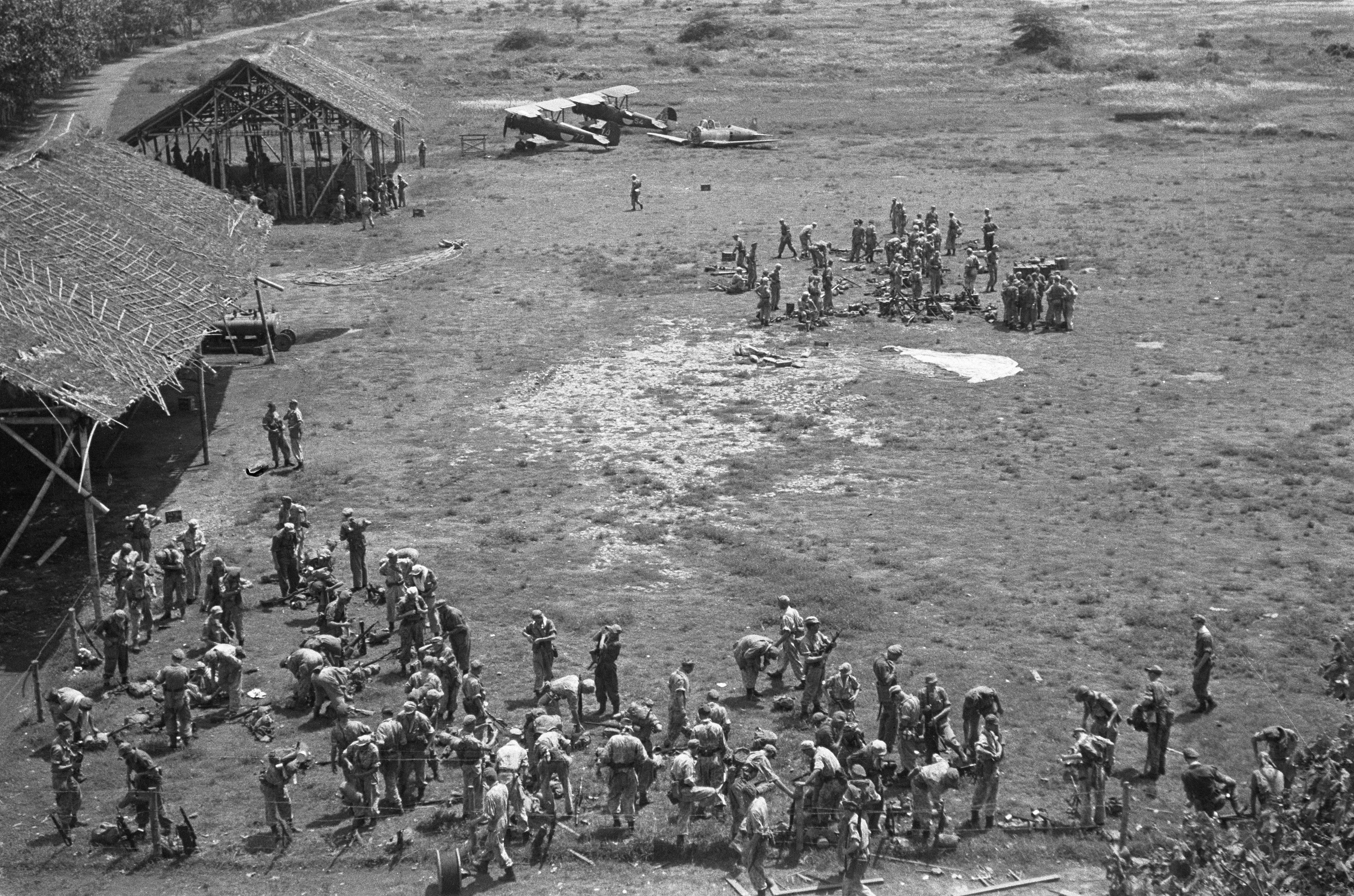
Tropas holandesas en el aeródromo de Maguwo con biplanos capturados de la Fuerza Aérea Indonesia al fondo, 19 de diciembre de 1948.

La primera ofensiva comenzó en las primeras horas del 19 de diciembre. A las 04:30, los aviones holandeses despegaron de Bandung, con rumbo a Yogyakarta a través del Océano Índico. Mientras tanto, el Alto Comisionado holandés Beel anunció por radio que los holandeses ya no estaban vinculados por el Acuerdo de Renville. La operación comenzó cuando los holandeses atacaron los principales centros indonesios en Java y Sumatra. A las 05:30, el aeródromo de Maguwo y la estación de radio, junto con aeronaves militares, incluida Yogyakarta, fueron bombardeados por la Real Fuerza Aérea de las Indias Orientales Neerlandesas. La república solo contaba con tres Mitsubishi Zeros japoneses capturados, mientras que la ML-KNIL tenía varios aviones de combate estadounidenses P-40 Kittyhawk y P-51 Mustang, bombarderos B-25 Mitchell y 23 Douglas DC-3 que transportaban aproximadamente 900 tropas.
Tropas paracaidistas holandesas del Korps Speciale Troepen aterrizaron en el aeródromo de Maguwo, que estaba defendido por 47 cadetes de la Fuerza Aérea Indonesia ligeramente armados y que carecían de ametralladoras antiaéreas. Anticipadamente, los holandeses lanzaron maniquíes para atraer el fuego enemigo, lo que permitió a los aviones de combate holandeses ametrallar a los defensores. El enfrentamiento duró 25 minutos y terminó con los holandeses tomando el control de Maguwo, matando a 128 republicanos sin sufrir bajas. Al haber asegurado el perímetro del aeródromo hacia las 06:45, los holandeses pudieron aterrizar tropas aerotransportadas en dos oleadas sucesivas y utilizar Maguwo como cabeza de puente para recibir refuerzos desde su base principal en Semarang. A las 8:30 a. m., el general Spoor hizo una transmisión por radio ordenando a sus fuerzas que cruzaran la línea Van Mook y capturaran Yogyakarta para «purificar» la república de «elementos no confiables».
El objetivo principal de la Operación Kraai era destruir rápidamente al Tentara Nasional Indonesia (TNI), que Spoor creía que defendería desesperadamente su capital. Así, con la superioridad holandesa tanto en el aire como en tierra, el ejército holandés ejecutaría fácilmente una victoria final y decisiva sobre el ejército indonesio. Sin embargo, la mayor parte del TNI había abandonado Yogyakarta, defendiendo la frontera occidental de Yogyakarta de otra campaña militar holandesa. El comandante General Nasution mismo estaba en una gira de inspección en Java Oriental. El ataque aéreo encontró a los indonesios desprevenidos y, en cuestión de horas, el ejército holandés avanzó rápidamente y tomó el aeródromo, la carretera principal, el puente y ubicaciones estratégicas. La estrategia del general Sudirman era evitar cualquier contacto importante con el ejército principal holandés, salvando así a los indonesios de una derrota total. Preferiría perder territorio pero ganar tiempo adicional para consolidar su ejército.

### Captura de Yogyakarta
Después de enterarse del ataque sorpresa, el comandante militar indonesio, el General Sudirman, transmitió la Perintah Kilat (orden rápida) a través de radios. También solicitó a Sukarno y otros líderes que evacuaran y se unieran a su ejército guerrillero. Después de una reunión del gabinete, se negaron y decidieron quedarse en Yogyakarta y seguir comunicándose con los enviados de las Naciones Unidas y de la Komisi Tiga Negara (Comisión Trilateral). Sukarno también anunció un plan para un «gobierno de emergencia» en Sumatra, en caso de que algo le sucediera al liderazgo indonesio en Yogyakarta.
Mientras tanto, 2.600 tropas holandesas completamente armadas (infantería y paracaidistas), dirigidas por el Coronel Dirk Reinhard Adelbert van Langen, se habían reunido en Maguwo, listas para capturar Yogyakarta. Ese mismo día, la mayor parte de Yogyakarta cayó en manos holandesas, con objetivos clave como la fuerza aérea y la sede del jefe de Estado mayor arrasados por tácticas indonesias de «tierra quemada» y bombardeos holandeses. El presidente indonesio Sukarno, el vicepresidente Mohammad Hatta y el ex primer ministro Sutan Sjahrir fueron capturados por los holandeses y posteriormente exiliados a Bangka. Se dejaron capturar con la esperanza de que eso indignara el apoyo internacional. Sin embargo, esta acción fue posteriormente criticada entre círculos militares indonesios, que la consideraron un acto de cobardía por parte del liderazgo político. El sultán Hamengkubuwono IX permaneció en su palacio en Yogyakarta y no abandonó durante toda la ocupación. El propio sultán se negó a cooperar con la administración holandesa y rechazó los intentos de mediación del proholandés Sultán de Pontianak, Hamid II.
Para el 20 de diciembre, todas las tropas republicanas restantes en Yogyakarta se habían retirado. También se llevaron a cabo ofensivas en otras áreas de Java y la mayor parte de Sumatra. Todas las partes de Indonesia excepto Aceh y algunos cantones en Sumatra cayeron bajo el control holandés. Sudirman, que sufría de tuberculosis, lideraba a los guerrilleros desde su lecho de enfermo. El General Abdul Haris Nasution, comandante militar de los territorios javaneses, declaró el gobierno militar en Java e inició una nueva táctica guerrillera llamada Pertahanan Keamanan Rakyat Semesta (Nación en Armas), transformando el campo javanés en un frente guerrillero con apoyo civil.
Un gobierno de emergencia previamente planificado fue declarado el 19 de diciembre, el Gobierno de Emergencia de la República de Indonesia, con sede en Bukittinggi, Sumatra Occidental, liderado por Sjafruddin Prawiranegara. Sudirman transmitió de inmediato su apoyo a este gobierno.

## Consecuencias
Este ataque fue ampliamente publicitado internacionalmente, con muchos periódicos, incluidos los de Estados Unidos, condenando los ataques holandeses en sus editoriales. Estados Unidos amenazó con suspender la ayuda del Plan Marshall a los Países Bajos. Esto incluía fondos vitales para la reconstrucción holandesa posterior a la Segunda Guerra Mundial que hasta el momento habían ascendido a 1 mil millones de dólares estadounidenses. El gobierno de los Países Bajos había gastado una cantidad equivalente a casi la mitad de estos fondos en sus campañas en Indonesia. La percepción de que la ayuda estadounidense estaba siendo utilizada para financiar «un imperialismo senil e ineficaz» alentó a muchas voces clave en Estados Unidos, incluidas aquellas entre el Partido Republicano estadounidense, y desde dentro de iglesias y ONG estadounidenses, a expresar su apoyo a la independencia indonesia.
El 24 de diciembre, el Consejo de Seguridad de la ONU llamó al fin de las hostilidades. En enero de 1949, aprobó una resolución exigiendo la restitución del gobierno republicano. Los holandeses habían logrado la mayoría de sus objetivos y anunciaron un alto el fuego en Java el 31 de diciembre y el 5 de enero en Sumatra. Sin embargo, la guerra de guerrillas continuó. Las hostilidades finalmente terminaron el 7 de mayo con la firma del Acuerdo Roem-Van Roijen.